# Бесконечный телескоп
Бесконечный телескоп — трюк в математическом доказательстве, основанный на парадоксальных свойствах бесконечных сумм.
В геометрической топологии был использован Барри Мазуром и часто называется мошенничеством Мазура или телескопом Мазура (по аналогии с телескопической суммой).
В алгебре был введён Сэмюэлем Эйленбергом и известен как мошенничество Эйленберга или телескоп Эйленберга.
Идея основана на следующем шуточном доказательстве того, что 1 = 0:
1 = 1 + (−1 + 1) + (−1 + 1) + … = 1 − 1 + 1 − 1 + … = (1 − 1) + (1 − 1) + … = 0
Разумеется так рассуждать нельзя, потому как ряд Гранди 1 − 1 + 1 − 1 + … не сходится.
Однако этот трюк можно использовать для некоторых объектов если подобные бесконечные суммы имеют смысл.
Типичным применением бесконечного телескопа является доказательство того, что связная сумма {\displaystyle A\#B} двух нетривиальных узлов {\displaystyle A} и {\displaystyle B} нетривиальна.
Для узлов можно брать бесконечные суммы, делая узлы все меньше и меньше (при этом обычно получается дикий узел) так что если узел {\displaystyle A\#B} тривиален, то тоже верно про узел
{\displaystyle A=A\#(B\#A)\#(B\#A)\#\cdots =(A\#B)\#(A\#B)\#\cdots }